# Херцег-Нови
Хе́рцег-Но́ви (также Герцег-Нови, серб.  и черног. Херцег Нови, итал. Castelnuovo) — город в Черногории. Административный центр одноимённого муниципалитета.

## География
Расположен на берегу Которского залива Адриатического моря. Город лежит в долине у подножия горы Орьен. Из-за холмистого рельефа в Херцег-Нови много крутых тропинок и лестниц, поэтому его называют «городом тысячи ступенек». Площадь муниципалитета Херцег-Нови составляет 235 км².

## Климат
Климат — средиземноморский, отличается тёплым сухим летом и мягкой влажной зимой. Херцег-Нови из-за особенностей местоположения обладает особым микроклиматом. Здесь около 200 солнечных дней в году. В июле и августе — приблизительно 11 солнечных часов в день. Среднегодовая температура — 16,2 °C. Часты незначительные колебания температуры, которые могут достигать 4 °C в течение дня. Средняя температура с мая по сентябрь — 25 °C. Купальный сезон может продолжаться до пяти месяцев, средняя температура моря в это время составляет 22-26 °C. За год выпадает в среднем 1930 мм осадков. Относительная влажность воздуха — от 63 % летом и до 80 % осенью.

## Население
Перепись 2003 года насчитала в муниципалитете Херцег-Нови около 33 тысяч жителей. Нижеприведённые цифры о населении Херцег-Нови включают в себя также и население Игало, так как оба этих населенных пункта на данный момент фактически составляют один город (хотя Игало официально считается отдельной административной единицей).
Март 1981 — 12 686

Март 1991 — 15 105

Ноябрь 2003 — 16 493 (Херцег-Нови — 12 739, Игало — 3754)

## История

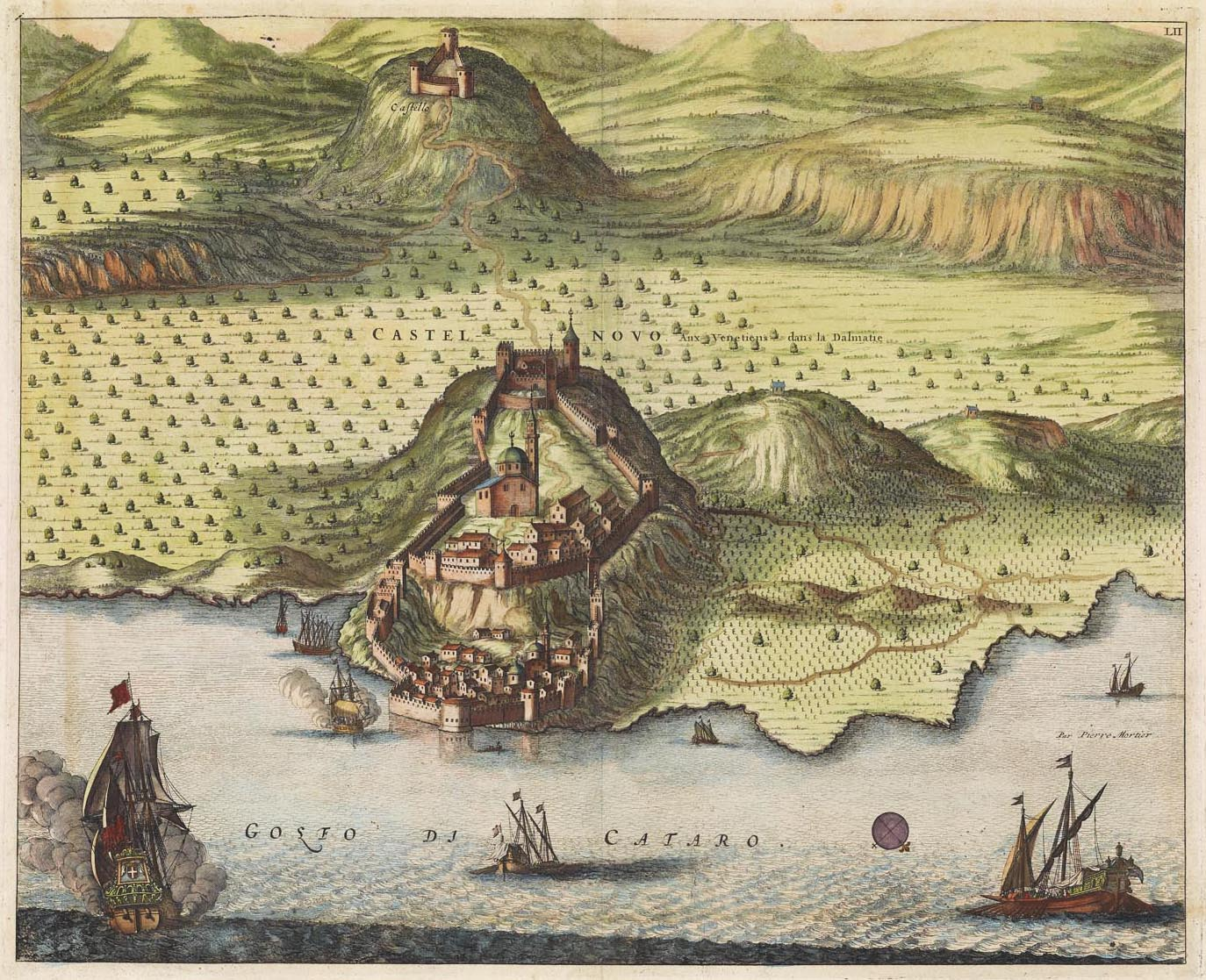
Замок Нови на гравюре примерно 1700 года

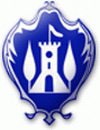
Старая эмблема города Херцег-Нови

Город был основан как крепость в 1382 году боснийским королём Твртко I, пожелавшим иметь собственный выход к морю, чтобы преодолеть торговую монополию Дубровника и Котора, под названием Свети Стефан — или, на итальянский манер, Сан-Стефано (сейчас так называется другой город в Черногории). После смерти короля Твртко I крепость перешла под власть князя Сандаля Хранича из династии Косача. Во время его правления здесь сформировался важный центр торговли солью. От Сандаля Хранича крепость унаследовал его племянник, герцог Стефан Вукчич. При нём населённый пункт получил права города и своё современное название (и именно от титула Стефана Вукчича в названии появилось слово «Херцег»). В 1466 году Венецианская республика предложила герцогу обменять города Херцег-Нови и Рисан на остров Брач в Адриатическом море и дворец в Сплите — однако Стефан Вукчич отказался.
В 1482 году Османская империя отвоевала города Рисан и Херцег-Нови у сына герцога Стефана, Владислава Херцеговича, и владела этим городом в течение двух веков с кратким перерывом в 1538—1539 годах, когда город ненадолго захватили испанцы. При турках Херцег-Нови превратился из торгового центра в очаг турецкого пиратства в Боке. 
Только 30 сентября 1687 года венецианцы под командованием генерального комиссара Далмации (provveditore generale di Dalmazia) Джироламо Корнера отбили Херцег-Нови у турок и включили его  в состав Венецианской республики как часть провинции «Албания Венета» под итальянским названием Кастельнуово (Castelnuovo), что на итальянском языке означает «Новый замок». В последующие столетия судьба Херцег-Нови не отличалась от судьбы всей Боки Которской — венецианское господство до 1797 года, недолгое российское покровительство (1806—1807 годы) в период наполеоновских войн, во время которого в городе размещалась штаб-квартира русского экспедиционного корпуса под командованием вице-адмирала Д Н. Сенявина, краткий период французского правления в составе Иллирийских провинций, австрийское владычество до 1918 года, вхождение в состав Югославии до её распада.
В марте 2018 года были одобрены новый герб и флаг города, предложенные на всеобщее обсуждение в августе 2017 года автором — архитектором, экологом и геральдистом Срджаном Марловичем (Srđan Marlović).
Херцег-Нови — одно из основных туристических направлений Черногории. Это известный центр спа-медицины: поблизости от Игало находится лечебно-грязевой курорт «Игальско Блато» и минеральный источник «Игальске Слатине». Также там располагается Институт физиотерапии и реабилитации им. Милошевича, открытый в 1949 году.
В городе расположен факультет прикладной физиотерапии Университета Черногории, который исследует влияние лечебной грязи и минеральной воды на здоровье, городской архив (древнейший документ датирован 1685 годом), исторический музей, городская библиотека.

## Транспорт
Почти на одинаковом расстоянии от Херцег-Нови (около 30 км) располагаются два аэропорта: аэропорт Тивата — один из двух международных аэропортов Черногории и аэропорт Дубровника (Хорватия). Херцег-Нови соединен с остальной частью Черногории двухполосной автодорогой — т. н. Адриатической трассой (Jadranska magistrala). Неподалёку от города действует паромная переправа Каменари—Лепетане через пролив Вериге, позволяющая не объезжать Которский залив на пути из Хорватии в Черногорию (в будущем на этом месте планируется строительство моста).

## Архитектура
Самые известные достопримечательности города — морская крепость (Forte Mare), заложенная боснийским королём Твртко I в 1382 году, Часовая башня (тур. Саат-Кула) и крепость «Кровавая башня» (тур. Канли-Кула), построенные во времена османского владычества, и православная церковь Михаила Архангела на площади Белависта, выдержанная в духе эклектики).
За городом можно посетить Савинский монастырь (Manastir Savina) — мужской православный монастырь, основанный монахами, переселившимися из Герцеговины в XVII веке. Годом создания первой церкви на месте обители считается 1030 г. Русский путешественник П. А. Толстой, посетивший монастырь в 1698 году, оставил отзыв:
И блиско того города был я в церкве греческой, где видел мощи святыя: рука царицы Елены, матери царя Констянтина; перст апостола Фомы; перст апостола Варнавы. При той церкве живет митрополит греческаго закону, у него под властью немало есть епархий в сербском народе.

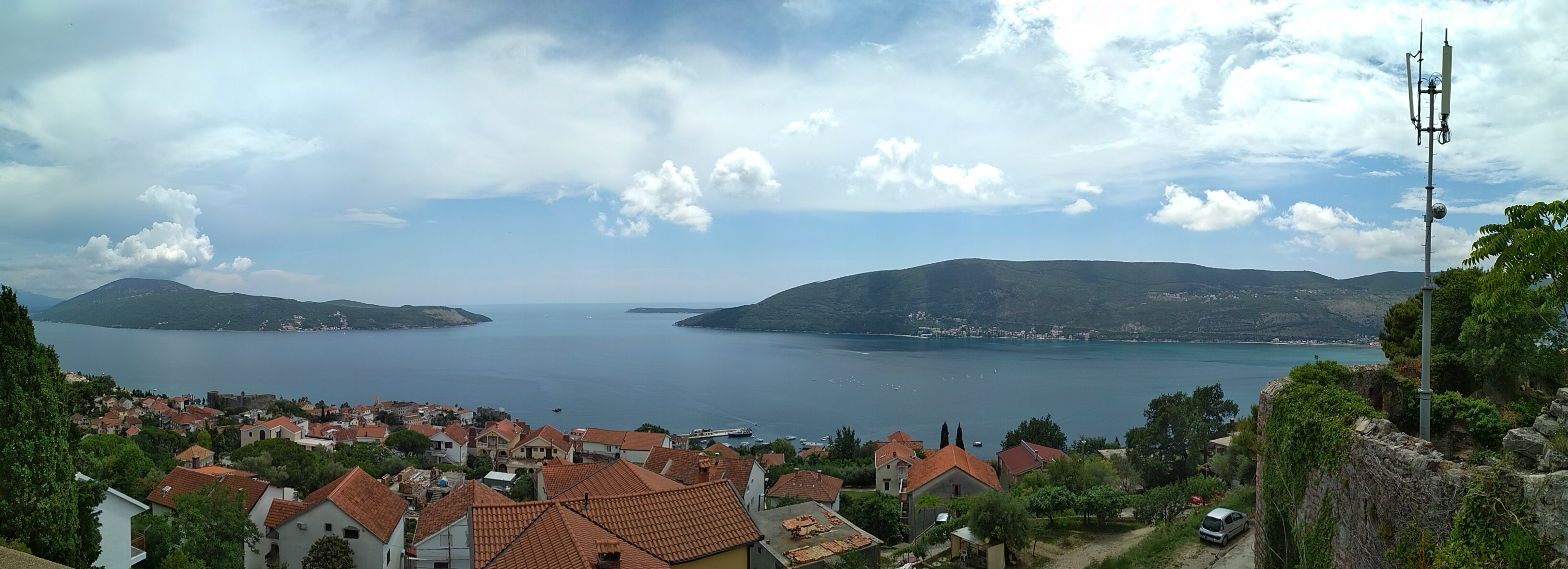
Панорама города и Которского залива

В городе находится восстановленное в 2007 году русское кладбище, где похоронены генералы и офицеры русской армии, эмигрировавшие в Югославию после 1917 года, и установлен небольшой памятник в честь всех русских, нашедших вечный покой в земле Черногории. За пышность растительности и обилие реликтовых деревьев и кустарников Херцег-Нови называют «ботаническим садом Черногории». В его Ботаническом саду регулярно проходят праздники цветов, самый известный из них «Фестиваль мимозы».

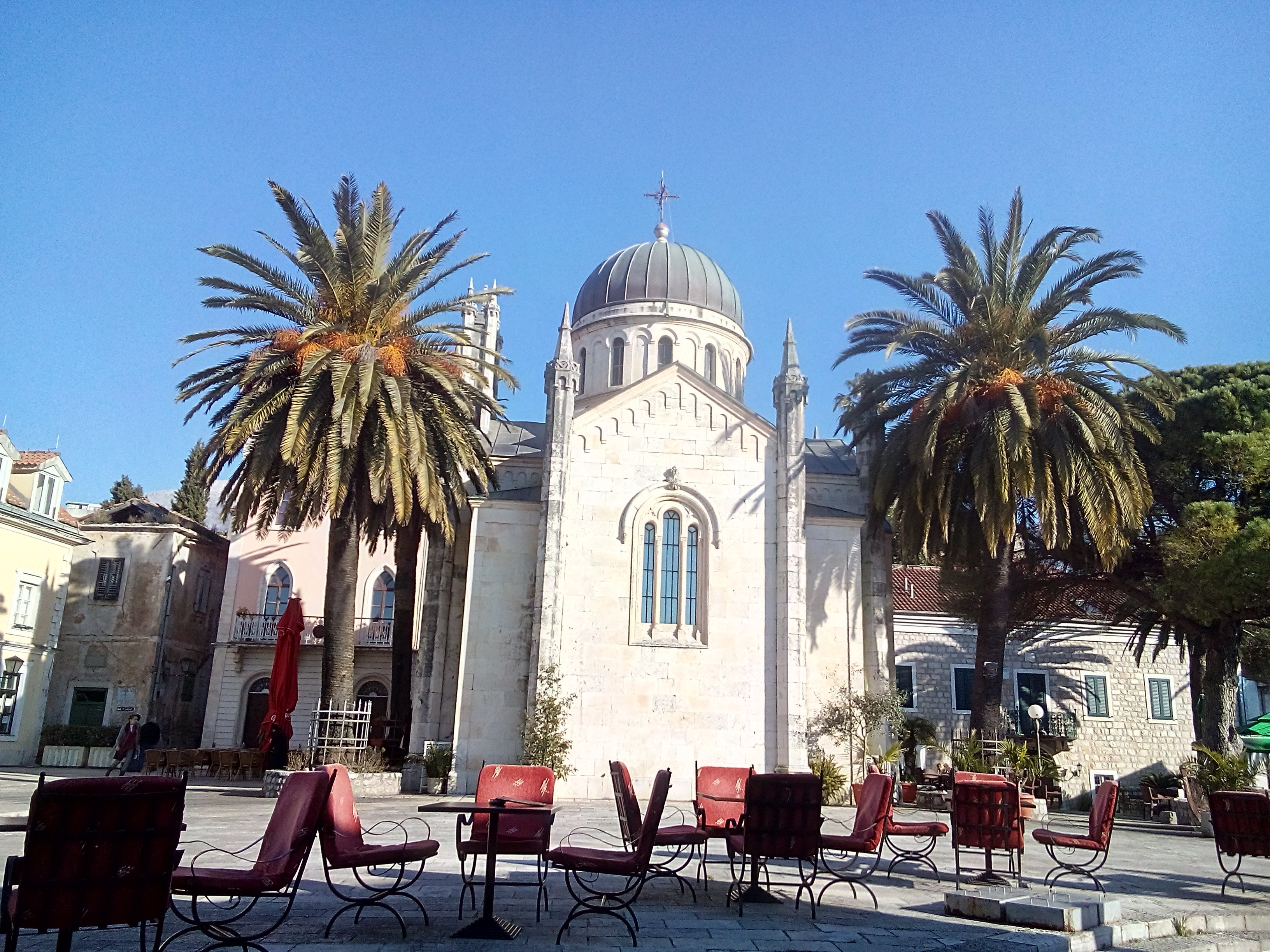
Православная церковь арх. Михаила
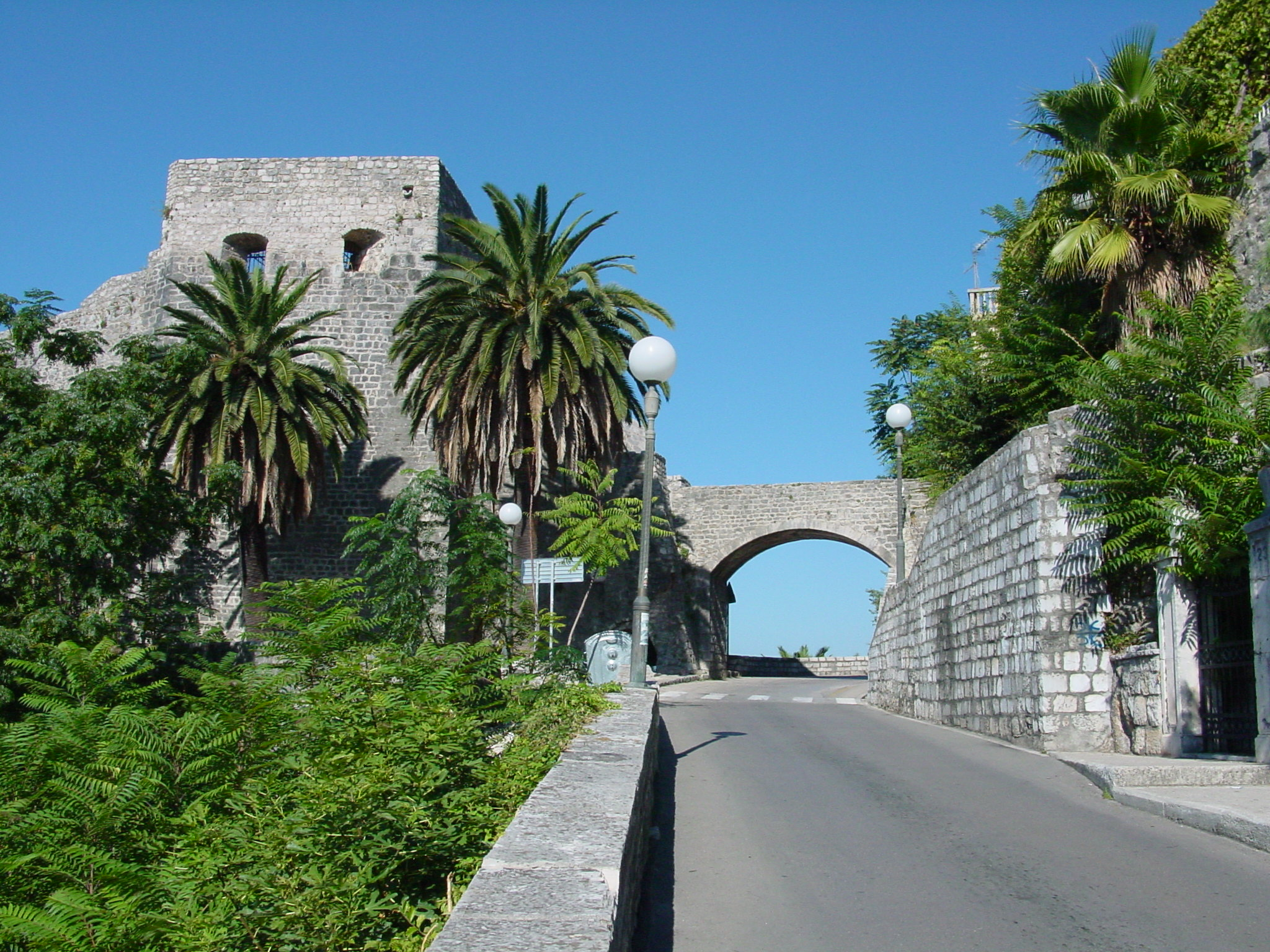
Крепость
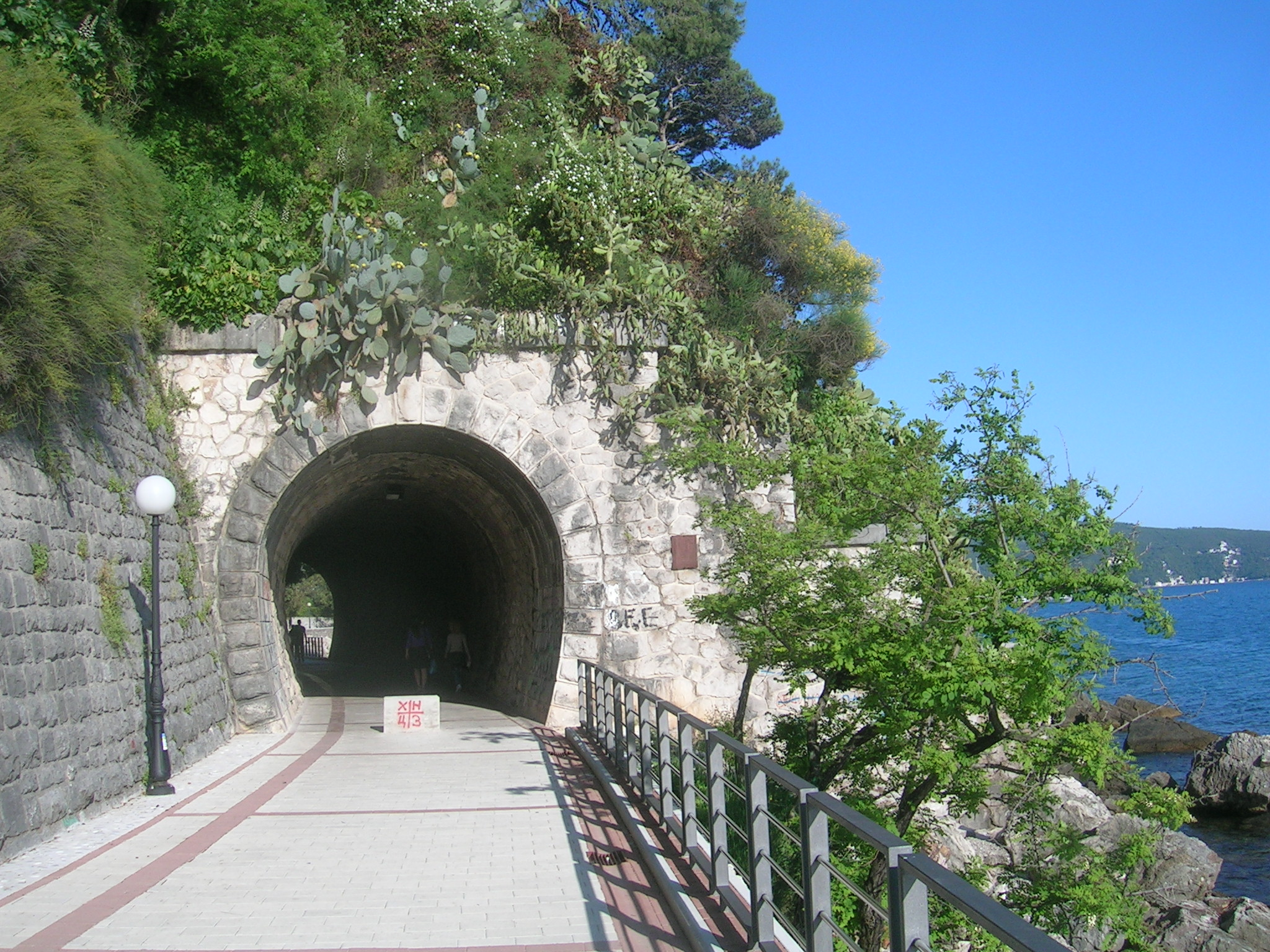
Набережная на месте железной дороги[хорв.]
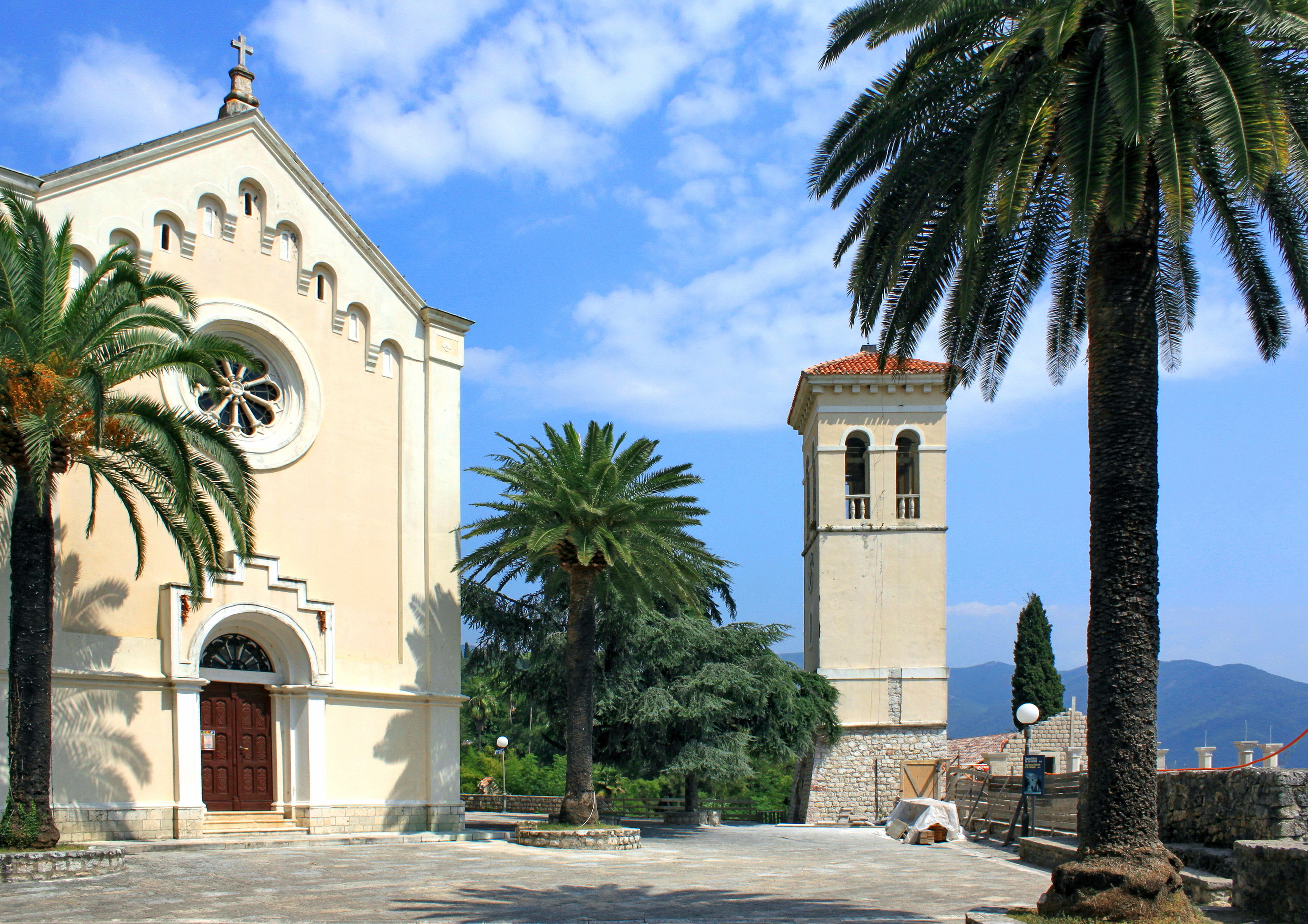
Церковь св. Иеронима

## Известные уроженцы
С Херцег-Нови тесно связан известный герцеговинский дворянский род Войновичей. С 1963 по 1968 год в Херцег-Нови жил Нобелевский лауреат по литературе Иво Андрич.

## Города-побратимы
- Италия — Гульонези
- Италия — Барлетта
- Северная Македония — Битола[источник не указан 1863 дня]
- Норвегия — Левангер
- Сербия — Земун
- Сербия — Смедерево
- Словения — Крань
- Россия — Рыбинск[21][22]

## Галерея

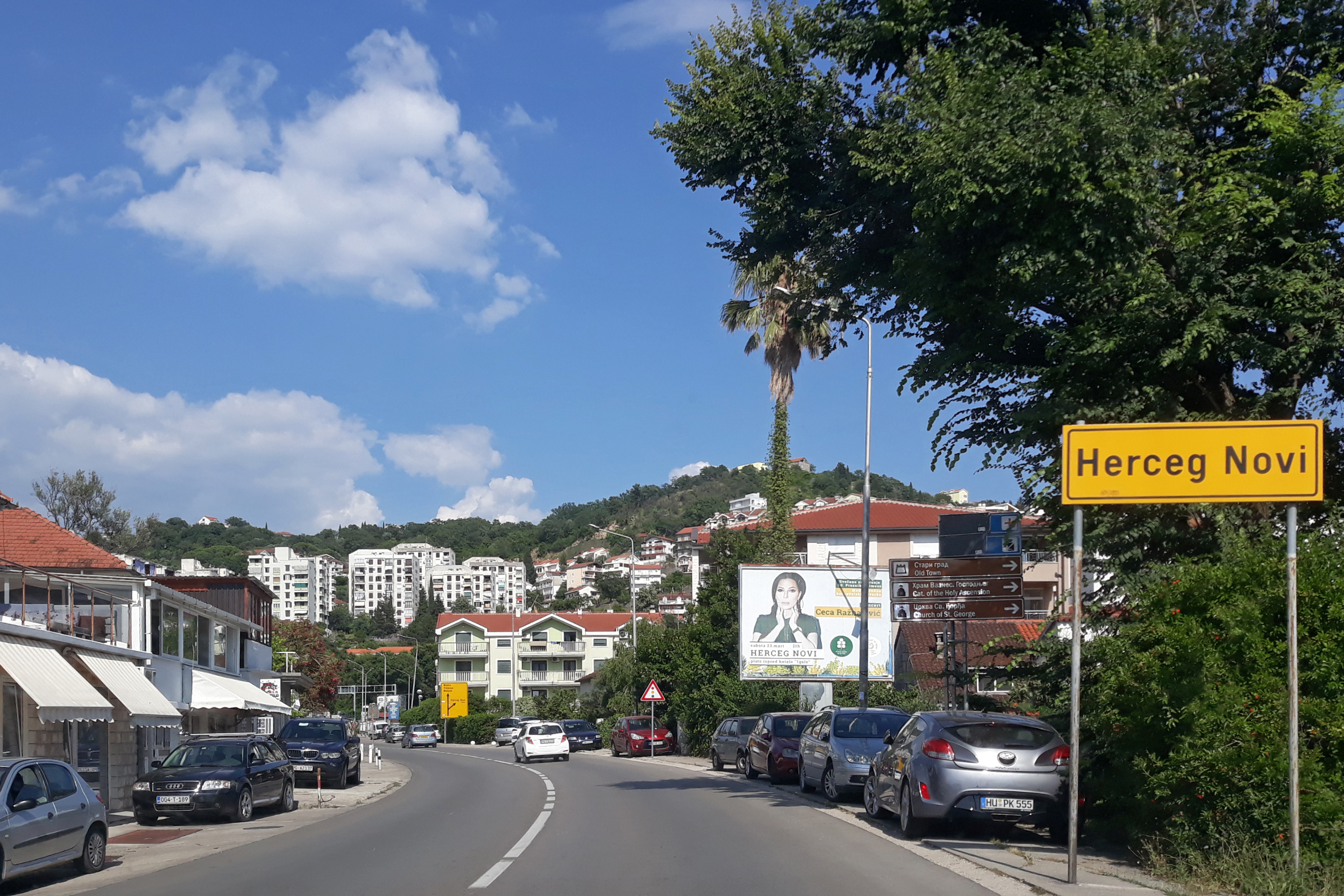
Въезд в город по автомагистрали E65
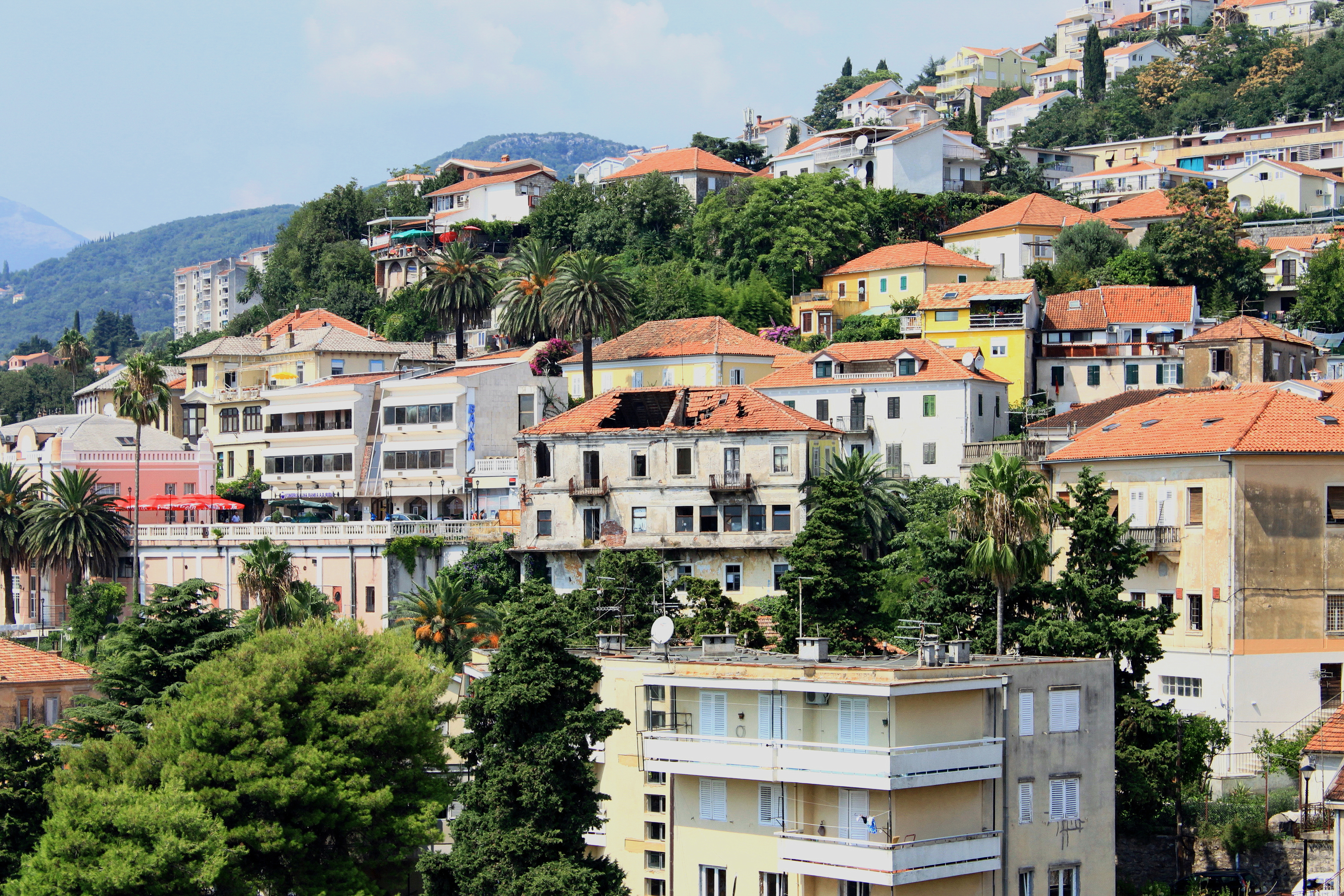
Вид на город с Морской крепости
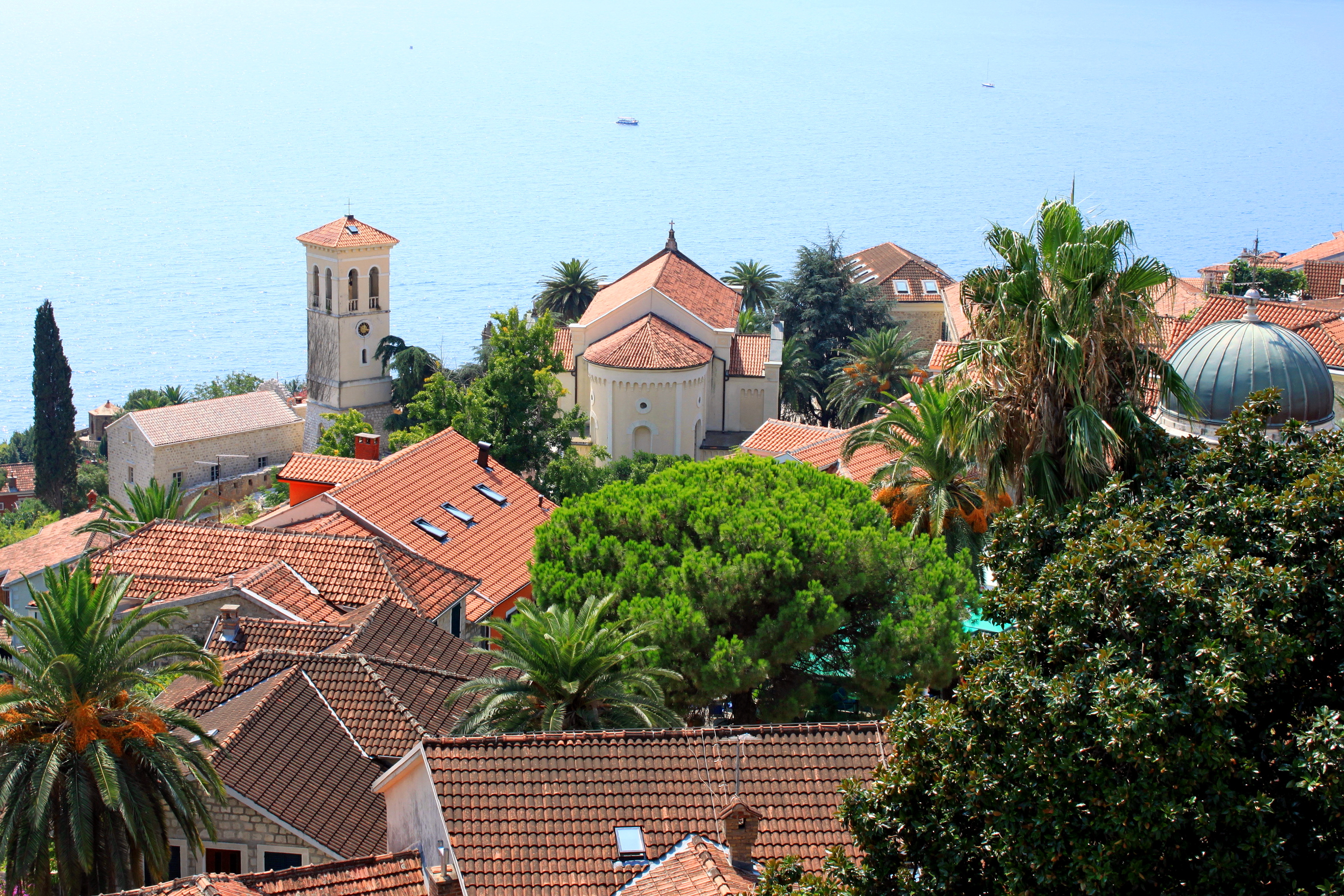
Вид на город с башни Канли
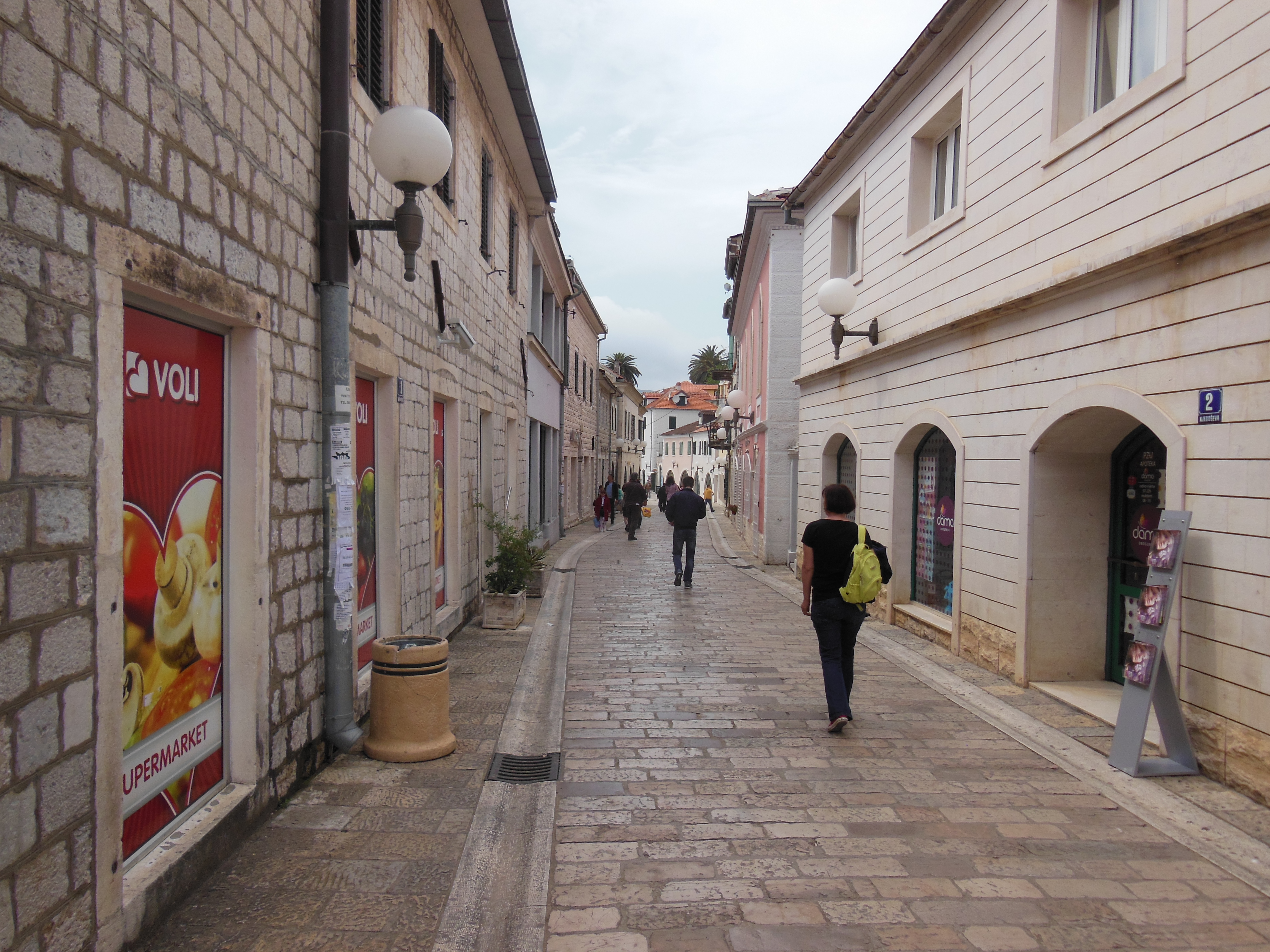
Улица Негошева
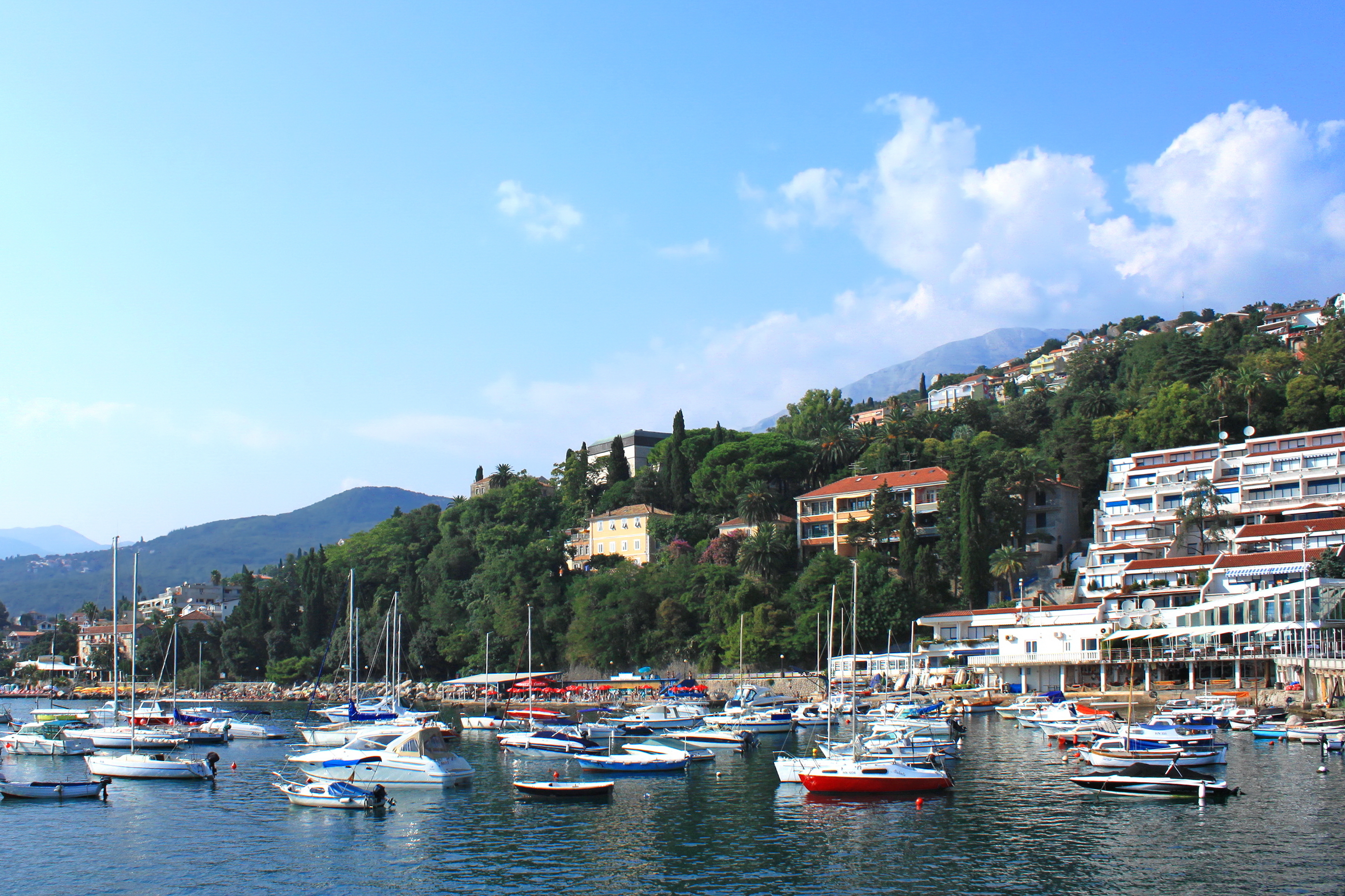
Портовая пристань